# Sint-Antonius van Paduakerk (Loosbroek)
De Sint-Antonius van Paduakerk is een rooms-katholieke kerk in de Nederlandse plaats Loosbroek. De kerk is gewijd aan Antonius van Padua. 
Tot de komst van een kerk waren bewoners van Loosbroek aangewezen op de kerk in Heeswijk. In 1898 kreeg kapelaan De Groot opdracht van bisschop Wilhelmus van de Ven om een parochie op te richten en een kerk te stichten. Na het verkrijgen van grond van bewoners van Kasteel Heeswijk werd datzelfde een noodkerk in het dorp gebouwd, die vanwege de slechte staat in 1902 alweer herbouwd moest worden. In 1912 werd begonnen met de bouw van een volwaardige kerk naar ontwerp van architect Jos Margry. Om de bouw te financieren kreeg de parochie een schenking van het Antoniusfonds, waarbij de kerk gewijd diende te worden aan Antonius van Padua. De kerk werd in 1912 ingewijd.
De kerk was opgebouwd als zaalkerk en heeft neoromaanse elementen. De kerktoren, met een achtkantige spits tussen vier topgevels, staat naast het schip van de kerk. In de zijgevel zijn ronde ramen geplaatst met daaronder bifora. Achter de kerk staat de pastorie. In de kerk is een relikwie van de heilige Donatus aanwezig en er werd een poging gedaan om van de kerk een kleine bedevaartplaats te maken. Donatus komt ook terug in beelden en kaarsen in de kerk.
In 1948 werd een Heilig Hartbeeld bij de kerk geplaatst. De kerk is aangewezen als gemeentelijk monument.